# Ciprus az Eurovíziós Dalfesztiválokon
Ciprus eddig negyvenegy alkalommal vett részt az Eurovíziós Dalfesztiválon.
A ciprusi műsorsugárzó a Ciprusi Műsorszolgáltató Társaság, amely 1968 óta tagja az Európai Műsorsugárzók Uniójának, és 1981-ben csatlakozott a versenyhez.

## Története

### Évről évre
Ciprus 1981-ben vett részt először a versenyen. Legjobb eredményüket a második helyezés, melyet harminchét évvel később debütálásuknál, 2018-ban, értek el.
Az 1993 és 2003 között érvényben lévő kieséses rendszer alatt egyszer, 2001-ben nem vehettek részt az előző évek rossz eredményei miatt.

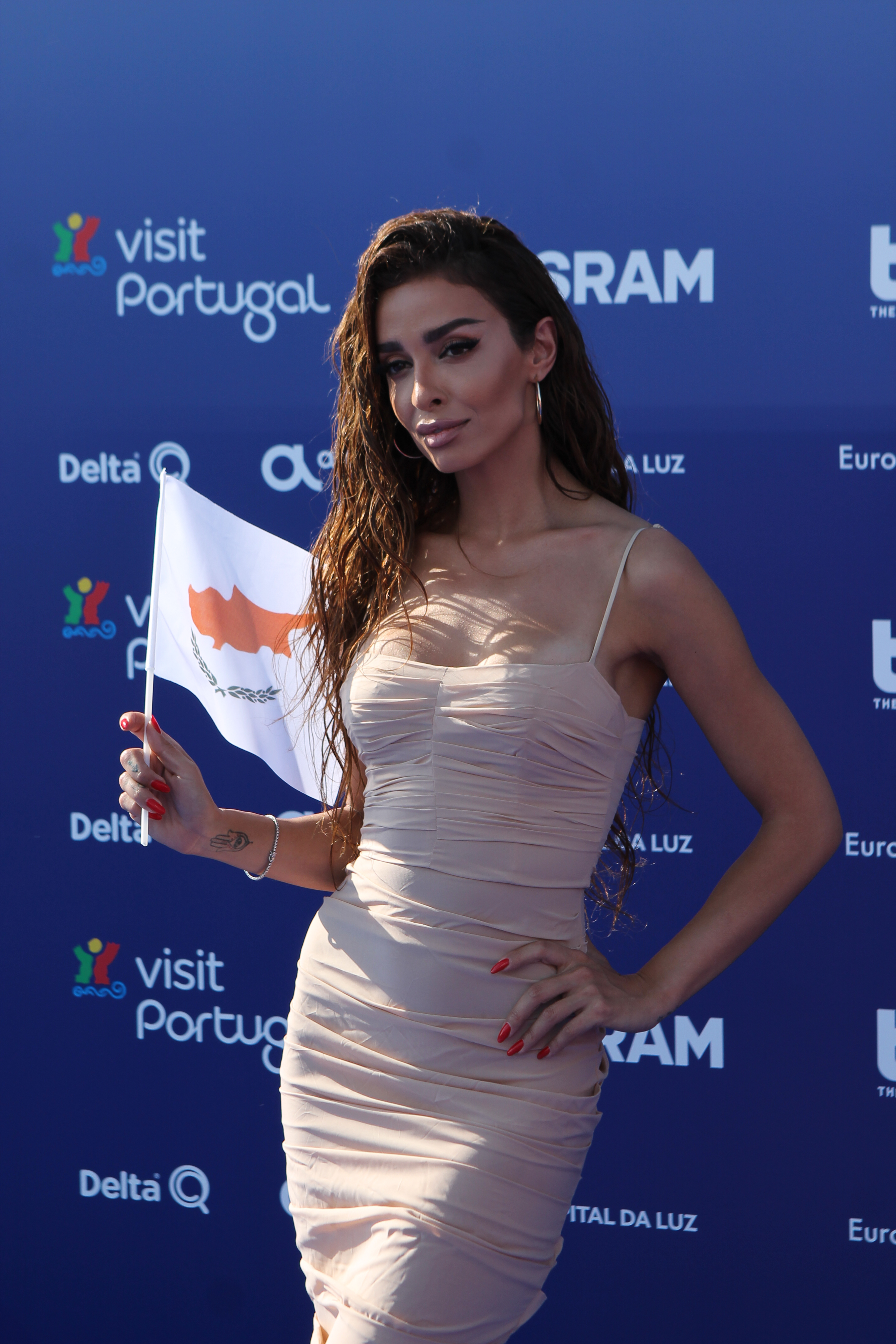
Eleni Foureira, az ország legjobb eredményével rendelkező előadó a lisszaboni verseny megnyitóján.

A 2004-es jó szereplésnek köszönhetően a következő évben automatikusan döntősök voltak, ott azonban nem tudták megismételni a sikert, és utána négyszer sem sikerült továbbjutniuk az elődöntőből. (2009 kivételével (ekkor eggyel jobb helyezést értek el) minden évben 15. helyen végeztek az elődöntőkben) Végül 2010-ben újra sikerült a döntőbe kerülniük, de ott nem sikerült megismételni a jó eredményt, 21. helyen zártak. A következő évben ismét nem jutottak be a döntőbe, 2012-ben viszont újra sikerült, egészen a 16. helyig jutottak. 2013-ban ismét kiestek az elődöntőben, a következő évben pedig nem indultak a koppenhágai versenyen pénzügyi problémák és az utóbbi évek rossz eredményeire hivatkozva. 2015-ös visszatérésükkel újra a döntőbe kvalifikálták magukat, ahol 22. helyen végeztek. A következő két évben eggyel jobb, 21. helyen zárt az ország. 2018-ban 93 pont híján majdnem az országot képviselő Eleni Foureira lett a győztese a dalversenynek. A következő évben egy hasonló stílusú dallal Tamta 13. helyen végzett a döntőben.
2020-ban Sandro képviselte volna az országot, azonban március 18-án az Európai Műsorsugárzók Uniója bejelentette, hogy 2020-ban nem tudják megrendezni a versenyt a COVID–19-koronavírus-világjárvány miatt. Meg nem nevezett okokból az énekes távol maradt következő évben, így új előadót választottak. 2021-ben sikeresen továbbjutottak a döntőbe, ahol a 16. helyen végeztek. A következő évben tizenkettedikek lettek az elődöntőben, így hat évnyi folyamatos továbbjutás után nem voltak jelen a döntőben. 2023-ban továbbjutottak, majd a döntőben tizenkettedikek lettek. Egy évvel később a tizenötödik helyen végeztek a döntőben. 2025-ben kiestek az elődöntőben.

### Nyelvhasználat
Ciprus eddigi negyvenegy versenydalából huszonegy görög nyelven, tizenhat angol nyelven, egy francia nyelven, két kevert nyelven: egy görög és angol, egy pedig görög és olasz nyelven hangzott el.
1981-es debütálásukkor érvényben volt az a szabály, hogy mindegyik dalt az adott ország egyik hivatalos nyelvén kell előadni, vagyis Ciprus indulóinak görög nyelven.
Ezt a szabályt 1999-ben véglegesen eltörölték. Azóta főleg angol nyelvű dalokkal versenyeztek, néhány kivétellel. 2000-ben görög és olasz kevert nyelvű dallal neveztek, míg 2007-es indulójuk franciául, a 2008-as, 2011-es és 2013-as pedig görög nyelven énekelt. 2018-ban a spanyol nyelvű cím ellenére a dal szinte teljes egészében angol nyelven hangzott el, a fuego kifejezés azonban többször ismétlődött a szövegben. Emellett 2021-ben daluk tartalmazott néhány többször ismételt kifejezést spanyol nyelven is.

### Nemzeti döntő
Cipruson nem alakult ki hagyományos, minden évben megrendezett nemzeti válogató. A ciprusi induló kilétét vagy nemzeti döntő segítségével, vagy nemzeti döntő nélküli belső kiválasztással döntötték el. Manapság inkább az utóbbit használják és leginkább görög előadókat választanak, legutóbb 2015-ben rendeztek nemzeti döntőt.
A nyolcvanas években a belső kiválasztás volt a jellemző. Mindössze egyszer, 1984-ben rendeztek nemzeti döntőt, négy előadó részvételével. 1988-ban vissza kellett lépniük, mert a verseny előtt néhány héttel derült ki, hogy nevezett daluk részt vett az 1984-es nemzeti döntőn.
Ezzel szemben a kilencvenes években kivétel nélkül mindig rendeztek nemzeti döntőt, általában nyolc előadó részvételével, akik közül egy zsűri választotta ki a nyertest.
2001-ben nem vehettek részt a versenyen, ezután újra a belső kiválasztás mellett döntöttek. 2004 óta ismét minden évben rendeznek nemzeti döntőt, általában tíz előadó részvételével, és már a nézők választják ki a nyertest, telefonos szavazás segítségével. 2011-ben a "Performance" tehetségkutató győztese mehetett a Dalversenyre, míg 2012-ben Ivi Adamout kérte fel erre a feladatra a közszolgálati televízió. Azóta csak egyszer, 2015-ben rendeztek nemzeti döntőt, a többi évben mindig a tévé belső zsűrije kérte fel az indulásra az előadókat.

## Résztvevők
| Év   | Előadó                              | Dal                          | Magyar fordítás                          | Döntő                   | Pontszám                | Elődöntő             | Pontszám             |
| ---- | ----------------------------------- | ---------------------------- | ---------------------------------------- | ----------------------- | ----------------------- | -------------------- | -------------------- |
| 1981 | Island                              | Monika                       | Mónika                                   | 6.                      | 69                      | Nem volt elődöntő    | Nem volt elődöntő    |
| 1982 | Anna Vissi                          | Mono i agapi                 | Csak a szerelem                          | 5.                      | 85                      | Nem volt elődöntő    | Nem volt elődöntő    |
| 1983 | Stavros és Dina                     | I agapi akoma zi             | A szerelem még él                        | 16.                     | 26                      | Nem volt elődöntő    | Nem volt elődöntő    |
| 1984 | Andy Paul                           | Anna Maria Lena              | Annamária Léna                           | 15.                     | 31                      | Nem volt elődöntő    | Nem volt elődöntő    |
| 1985 | Lia Vissi                           | To katalava arga             | Túl későn jöttem rá                      | 16.                     | 15                      | Nem volt elődöntő    | Nem volt elődöntő    |
| 1986 | Elpida                              | Tora zo                      | Most élek                                | 20.                     | 4                       | Nem volt elődöntő    | Nem volt elődöntő    |
| 1987 | Alexia                              | Aspro mavro                  | Fekete-fehér                             | 7.                      | 80                      | Nem volt elődöntő    | Nem volt elődöntő    |
|      |                                     |                              |                                          |                         |                         | Nem volt elődöntő    | Nem volt elődöntő    |
| 1989 | Fani Polymeri és Giannis Savvidakis | Apopse as vrethume           | Találkozzunk ma éjjel                    | 11.                     | 51                      | Nem volt elődöntő    | Nem volt elődöntő    |
| 1990 | Anastazio                           | Milas poli                   | Túl sokat beszélsz                       | 14.                     | 36                      | Nem volt elődöntő    | Nem volt elődöntő    |
| 1991 | Elena Patroklou                     | SOS                          | S.O.S.                                   | 9.                      | 60                      | Nem volt elődöntő    | Nem volt elődöntő    |
| 1992 | Evridiki                            | Teriazoume                   | Hasonlítunk                              | 11.                     | 57                      | Nem volt elődöntő    | Nem volt elődöntő    |
| 1993 | Zimboulakis és van Beke             | Mi stamatas                  | Ne hagyd abba                            | 19.                     | 17                      | Nem volt elődöntő    | Nem volt elődöntő    |
| 1994 | Evridiki                            | Ime anthropos ki ego         | Én is ember vagyok                       | 11.                     | 51                      | Nem volt elődöntő    | Nem volt elődöntő    |
| 1995 | Alexandros Panayi                   | Sti fotia                    | A tűzben                                 | 9.                      | 79                      | Nem volt elődöntő    | Nem volt elődöntő    |
| 1996 | Constantinos Christoforou           | Mono yia mas                 | Csak nekünk                              | 9.                      | 72                      | Nem volt elődöntő    | Nem volt elődöntő    |
| 1997 | Hara és Andreas Konstantinou        | Mana mou                     | Anyaföld                                 | 5.                      | 98                      | Nem volt elődöntő    | Nem volt elődöntő    |
| 1998 | Michalis Hadjiyiannis               | Yenesis                      | Származás                                | 11.                     | 37                      | Nem volt elődöntő    | Nem volt elődöntő    |
| 1999 | Marlain                             | Tha’ne erotas                | Ez szerelem lesz                         | 22.                     | 2                       | Nem volt elődöntő    | Nem volt elődöntő    |
| 2000 | Alexandros és Christina             | Nomiza                       | Hittem benne                             | 21.                     | 8                       | Nem volt elődöntő    | Nem volt elődöntő    |
|      |                                     |                              |                                          |                         |                         | Nem volt elődöntő    | Nem volt elődöntő    |
| 2002 | One                                 | Gimme                        | Add nekem                                | 6.                      | 85                      | Nem volt elődöntő    | Nem volt elődöntő    |
| 2003 | Stelios Konstantas                  | Feeling Alive                | Élek                                     | 20.                     | 15                      | Nem volt elődöntő    | Nem volt elődöntő    |
| 2004 | Lisa Andreas                        | Stronger Every Minute        | Minden perccel erősebb                   | 5.                      | 170                     | 5.                   | 149                  |
| 2005 | Constantinos Christoforou           | Ela Ela (Come Baby)          | Gyere, gyere (Gyere bébi)                | 18.                     | 46                      | Automatikusan döntős | Automatikusan döntős |
| 2006 | Annet Artani                        | Why Angels Cry               | Miért sírnak az angyalok                 | Nem jutott be a döntőbe | Nem jutott be a döntőbe | 15.                  | 57                   |
| 2007 | Evridiki                            | Comme ci, comme ça           | Így vagy úgy                             | Nem jutott be a döntőbe | Nem jutott be a döntőbe | 15.                  | 65                   |
| 2008 | Evdokia Kadi                        | Femme Fatale                 | A végzet asszonya                        | Nem jutott be a döntőbe | Nem jutott be a döntőbe | 15.                  | 36                   |
| 2009 | Christina Metaxa                    | Firefly                      | Szentjánosbogár                          | Nem jutott be a döntőbe | Nem jutott be a döntőbe | 14.                  | 32                   |
| 2010 | Jon Lilygreen & The Islanders       | Life Looks Better in Spring  | Tavasszal szebbnek tűnik az élet         | 21.                     | 27                      | 10.                  | 67                   |
| 2011 | Christos Mylordos                   | San aggelos s’agapisa        | Angyalként szerettelek                   | Nem jutott be a döntőbe | Nem jutott be a döntőbe | 18.                  | 16                   |
| 2012 | Ivi Adamou                          | La La Love                   | Sze-sze-szerelem                         | 16.                     | 65                      | 7.                   | 91                   |
| 2013 | Despina Olympiou                    | An me thimasai               | Ha emlékszel rám                         | Nem jutott be a döntőbe | Nem jutott be a döntőbe | 15.                  | 11                   |
|      |                                     |                              |                                          |                         |                         |                      |                      |
| 2015 | John Karayiannis                    | One Thing I Should Have Done | Egy dolog, amit meg kellett volna tennem | 22.                     | 11                      | 6.                   | 87                   |
| 2016 | Minus One                           | Alter Ego                    | Alteregó                                 | 21.                     | 96                      | 8.                   | 164                  |
| 2017 | Hovig                               | Gravity                      | Gravitáció                               | 21.                     | 68                      | 5.                   | 164                  |
| 2018 | Eleni Foureira                      | Fuego                        | Tűz                                      | 2.                      | 436                     | 2.                   | 262                  |
| 2019 | Tamta                               | Replay                       | Visszajátszás                            | 13.                     | 109                     | 9.                   | 149                  |
| 2020 | Sandro                              | Running                      | Rohanás                                  | Elmaradt a verseny      | Elmaradt a verseny      | Elmaradt a verseny   | Elmaradt a verseny   |
| 2021 | Elena Tsagrinou                     | El Diablo                    | Az ördög                                 | 16.                     | 94                      | 6.                   | 170                  |
| 2022 | Andromache                          | Ela                          | Gyere                                    | Nem jutott be a döntőbe | Nem jutott be a döntőbe | 12.                  | 63                   |
| 2023 | Andrew Lambrou                      | Break a Broken Heart         | Összetörni egy megtört szívet            | 12.                     | 126                     | 7.                   | 94                   |
| 2024 | Silia Kapsis                        | Liar                         | Hazug                                    | 15.                     | 78                      | 6.                   | 67                   |
| 2025 | Theo Evan                           | Shh                          | –                                        | Nem jutott be a döntőbe | Nem jutott be a döntőbe | 11.                  | 44                   |
| 2026 |                                     |                              |                                          |                         |                         |                      |                      |

## Szavazástörténet

### 1981–2025
Ciprus híres arról, hogy minden évben Görögországnak adja a maximális 12 pontot. Csupán néhányszor nem történt így: 1981-ben, 1985-ben, 1990-ben, 1991-ben, 1996-ban és 2015-ben, valamint 2024-ben a zsűri szavazáson. Emellett 2016-ban, 2018-ban és 2023-ban sem Görögországnak adták a 12 pontot, mivel a görögök nem jutottak be a döntőbe.
| Hely | Ország       | Pont |
| ---- | ------------ | ---- |
| 1.   | Görögország  | 131  |
| 2.   | Ukrajna      | 83   |
| 3.   | Svédország   | 78   |
| 4.   | Azerbajdzsán | 71   |
| 5.   | Bulgária     | 69   |
| 6.   | Örményország | 68   |
| 7.   | Oroszország  | 64   |
| 8.   | Románia      | 59   |
| 9.   | Litvánia     | 58   |
| 10.  | Izrael       | 52   |

| Hely | Ország             | Pont |
| ---- | ------------------ | ---- |
| 1.   | Görögország        | 153  |
| 2.   | Örményország       | 81   |
| 3.   | Egyesült Királyság | 75   |
| 4.   | Izrael             | 70   |
| 5.   | Albánia            | 65   |
| 6.   | Azerbajdzsán       | 60   |
| 7.   | Horvátország       | 60   |
| 8.   | Szlovénia          | 55   |
| 9.   | Írország           | 55   |
| 10.  | Észtország         | 45   |

Ciprus még sosem adott pontot az elődöntőben a következő országoknak: Andorra, Észak-Macedónia, Szlovákia és Törökország
Ciprus mindegyik országtól kapott legalább egy pontot az elődöntőkben
| Hely | Ország             | Pont |
| ---- | ------------------ | ---- |
| 1.   | Görögország        | 437  |
| 2.   | Olaszország        | 163  |
| 3.   | Franciaország      | 150  |
| 4.   | Svédország         | 149  |
| 5.   | Spanyolország      | 143  |
| 6.   | Oroszország        | 129  |
| 7.   | Izrael             | 128  |
| 8.   | Ukrajna            | 106  |
| 9.   | Írország           | 94   |
| 10.  | Egyesült Királyság | 94   |

| Hely | Ország             | Pont |
| ---- | ------------------ | ---- |
| 1.   | Görögország        | 369  |
| 2.   | Málta              | 105  |
| 3.   | Egyesült Királyság | 90   |
| 4.   | Spanyolország      | 78   |
| 5.   | Svédország         | 72   |
| 6.   | Örményország       | 69   |
| 7.   | Finnország         | 69   |
| 8.   | Dánia              | 68   |
| 9.   | Norvégia           | 67   |
| 10.  | Albánia            | 65   |

Ciprus még sosem adott pontot a döntőben a következő országoknak: Monaco, Montenegró és Szlovákia
Ciprus még sosem kapott pontot a döntőben a következő országnak: Bosznia-Hercegovina

## Háttér
| Év   | Rendező    | Kommentátor                                   | Pontbejelentő             |
| ---- | ---------- | --------------------------------------------- | ------------------------- |
| 1981 | Dublin     | Fríni Papadopúlu                              | Ána Partelídu             |
| 1982 | Harrogate  | Fríni Papadopúlu                              | Ána Partelídu             |
| 1983 | München    | Fríni Papadopúlu                              | Ána Partelídu             |
| 1984 | Luxembourg | Pávlosz Pávlu                                 | Ána Partelídu             |
| 1985 | Göteborg   | Thémisz Themisztokléusz                       | Ána Partelídu             |
| 1986 | Bergen     | Neófitosz Taliótisz                           | Ána Partelídu             |
| 1987 | Brüsszel   | Fríni Papadopúlu                              | Ána Partelídu             |
| 1988 | Dublin     | Dáfni Bókota                                  | Nem vettek részt          |
| 1989 | Lausanne   | Neófitosz Taliótisz                           | Ána Partelídu             |
| 1990 | Zágráb     | Neófitosz Taliótisz                           | Ána Partelídu             |
| 1991 | Róma       | Évi Papamihaíl                                | Ána Partelídu             |
| 1992 | Malmö      | Évi Papamihaíl                                | Ána Partelídu             |
| 1993 | Millstreet | Évi Papamihaíl                                | Ána Partelídu             |
| 1994 | Dublin     | Évi Papamihaíl                                | Ána Partelídu             |
| 1995 | Dublin     | Neófitosz Taliótisz                           | Andréasz Jakovídisz       |
| 1996 | Oslo       | Évi Papamihaíl                                | Máriosz Szkordísz         |
| 1997 | Dublin     | Évi Papamihaíl                                | Máriosz Szkordísz         |
| 1998 | Birmingham | Évi Papamihaíl                                | Marína Maléni             |
| 1999 | Jeruzsálem | Évi Papamihaíl                                | Marína Maléni             |
| 2000 | Stockholm  | Évi Papamihaíl                                | Lúkasz Hámatszosz         |
| 2001 | Koppenhága | Évi Papamihaíl                                | Nem vettek részt          |
| 2002 | Tallinn    | Évi Papamihaíl                                | Melaní Sztéliu            |
| 2003 | Riga       | Évi Papamihaíl                                | Lúkasz Hámatszosz         |
| 2004 | Isztambul  | Évi Papamihaíl                                | Lúkasz Hámatszosz         |
| 2005 | Kijev      | Évi Papamihaíl                                | Melaní Sztéliu            |
| 2006 | Athén      | Évi Papamihaíl                                | Constantinos Christoforou |
| 2007 | Helsinki   | Vászo Komninú                                 | Jánisz Haralámbusz        |
| 2008 | Belgrád    | Melína Karajeorjíu                            | Hrisztína Marúhu          |
| 2009 | Moszkva    | Melína Karajeorjíu                            | Szofía Paraszkevá         |
| 2010 | Oslo       | Melína Karajeorjíu                            | Christina Metaxa          |
| 2011 | Düsseldorf | Melína Karajeorjíu                            | Lúkasz Hámatszosz         |
| 2012 | Baku       | Melína Karajeorjíu                            | Lúkasz Hámatszosz         |
| 2013 | Malmö      | Melína Karajeorjíu                            | Lúkasz Hámatszosz         |
| 2014 | Koppenhága | Melína Karajeorjíu                            | Nem vettek részt          |
| 2015 | Bécs       | Melína Karajeorjíu                            | Lúkasz Hámatszosz         |
| 2016 | Stockholm  | Melína Karajeorjíu                            | Lúkasz Hámatszosz         |
| 2017 | Kijev      | Tászosz Trífonosz és Hrisztiána Artemíu       | John Karayiannis          |
| 2018 | Lisszabon  | Kósztasz Konsztandínu és Vászo Komninú        | Hovig                     |
| 2019 | Tel-Aviv   | Evridiki és Tászosz Trífonosz                 | Hovig                     |
| 2021 | Rotterdam  | Lúisz Patszalídisz                            | Lúkasz Hámatszosz         |
| 2022 | Torino     | Melína Karajeorjíu és Aléxandrosz Taramundász | Lúkasz Hámatszosz         |
| 2023 | Liverpool  | Melína Karajeorjíu és Aléxandrosz Taramundász | Lúkasz Hámatszosz         |
| 2024 | Malmö      | Melína Karajeorjíu és Hovig                   | Lúkasz Hámatszosz         |
| 2025 | Bázel      | Melína Karajeorjíu és Aléxandrosz Taramundász | Lúkasz Hámatszosz         |
| 2026 | Bécs       |                                               |                           |

## Díjak

### Marcel Bezençon-díj
| Kategória       | Év   | Előadó         | Dal                   | Zeneszerző(k) Szöveg / zene                                                      | Eredmény az Eurovízión | Eredmény az Eurovízión | Helyszín  |
| Kategória       | Év   | Előadó         | Dal                   | Zeneszerző(k) Szöveg / zene                                                      | Helyezés               | Pontszám               | Helyszín  |
| --------------- | ---- | -------------- | --------------------- | -------------------------------------------------------------------------------- | ---------------------- | ---------------------- | --------- |
| Zeneszerzői-díj | 2004 | Lisa Andreas   | Stronger Every Minute | Mike Connaris                                                                    | 5.                     | 170                    | Isztambul |
| Művészeti díj   | 2018 | Eleni Foureira | Fuego                 | Alex Papaconstantinou, Geraldo Sandell, Viktor Svensson, Anderz Wrethov, Didrick | 2.                     | 436                    | Lisszabon |

### ESC Radio Awards
| Kategória          | Év   | Előadó         | Dal   | Eredmény az Eurovízión | Eredmény az Eurovízión | Helyszín  |
| Kategória          | Év   | Előadó         | Dal   | Helyezés               | Pontszám               | Helyszín  |
| ------------------ | ---- | -------------- | ----- | ---------------------- | ---------------------- | --------- |
| Legjobb női előadó | 2018 | Eleni Foureira | Fuego | 2.                     | 436                    | Lisszabon |

## Galéria

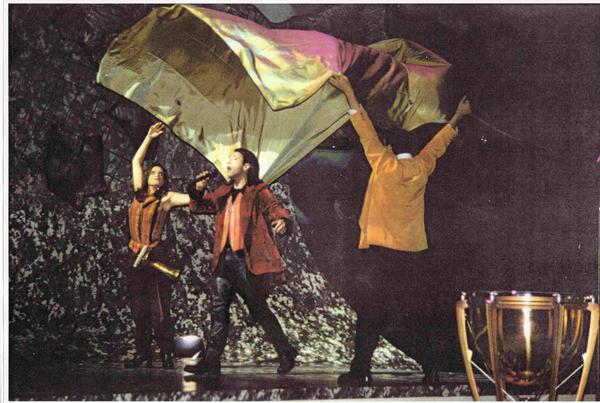
Alexandros Panayi Dublinban (1995)
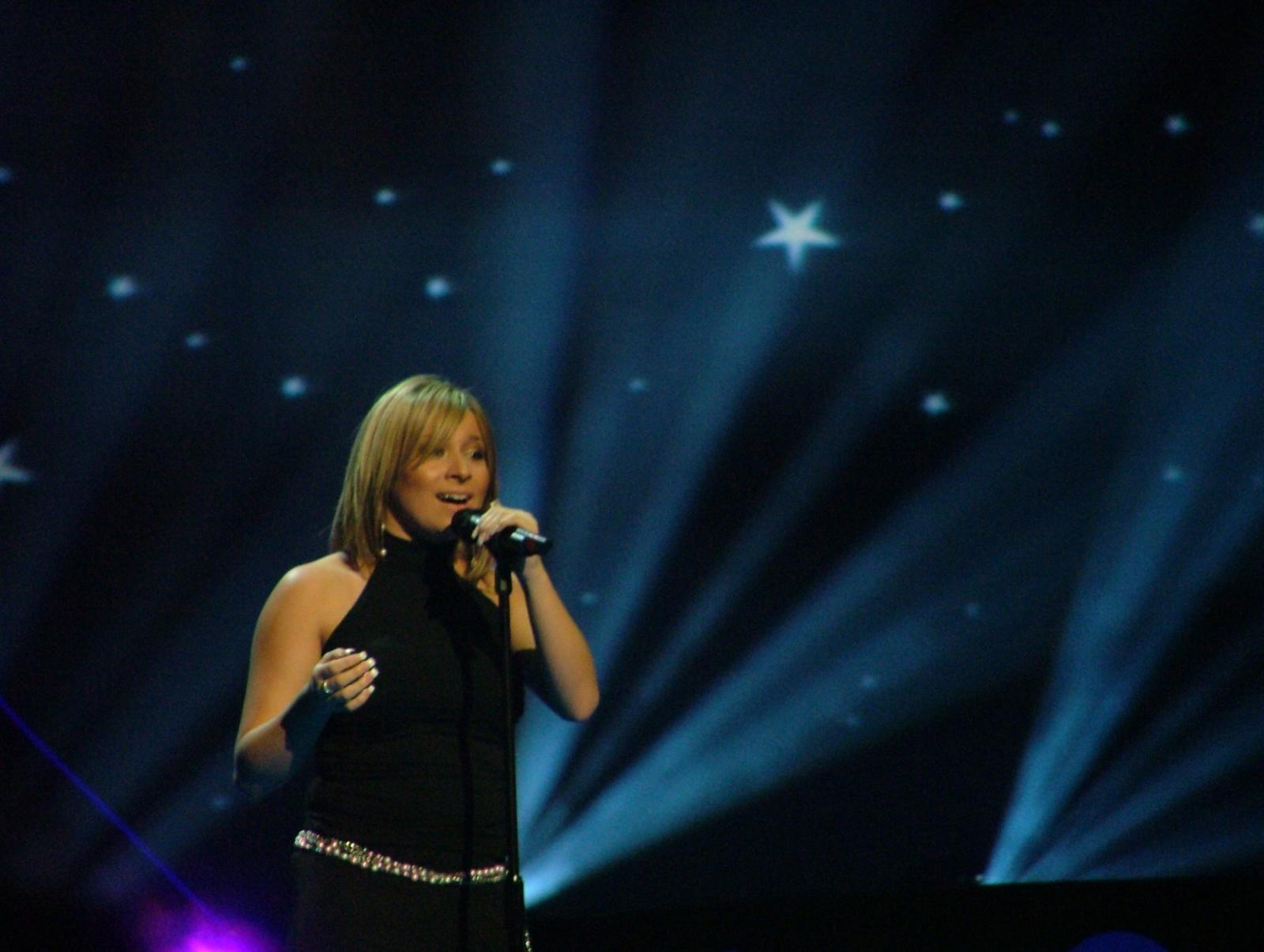
Comme ci, comme ça Isztambulban (2004)
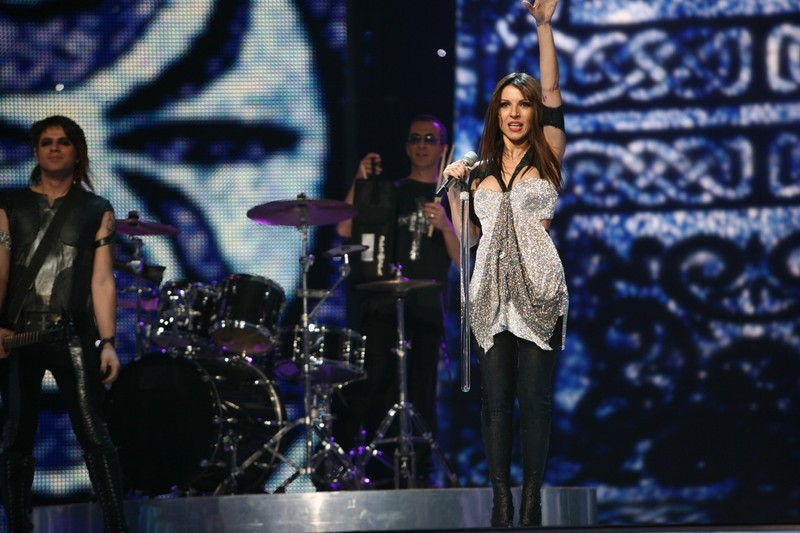
Evridiki Helsinkiben (2007)
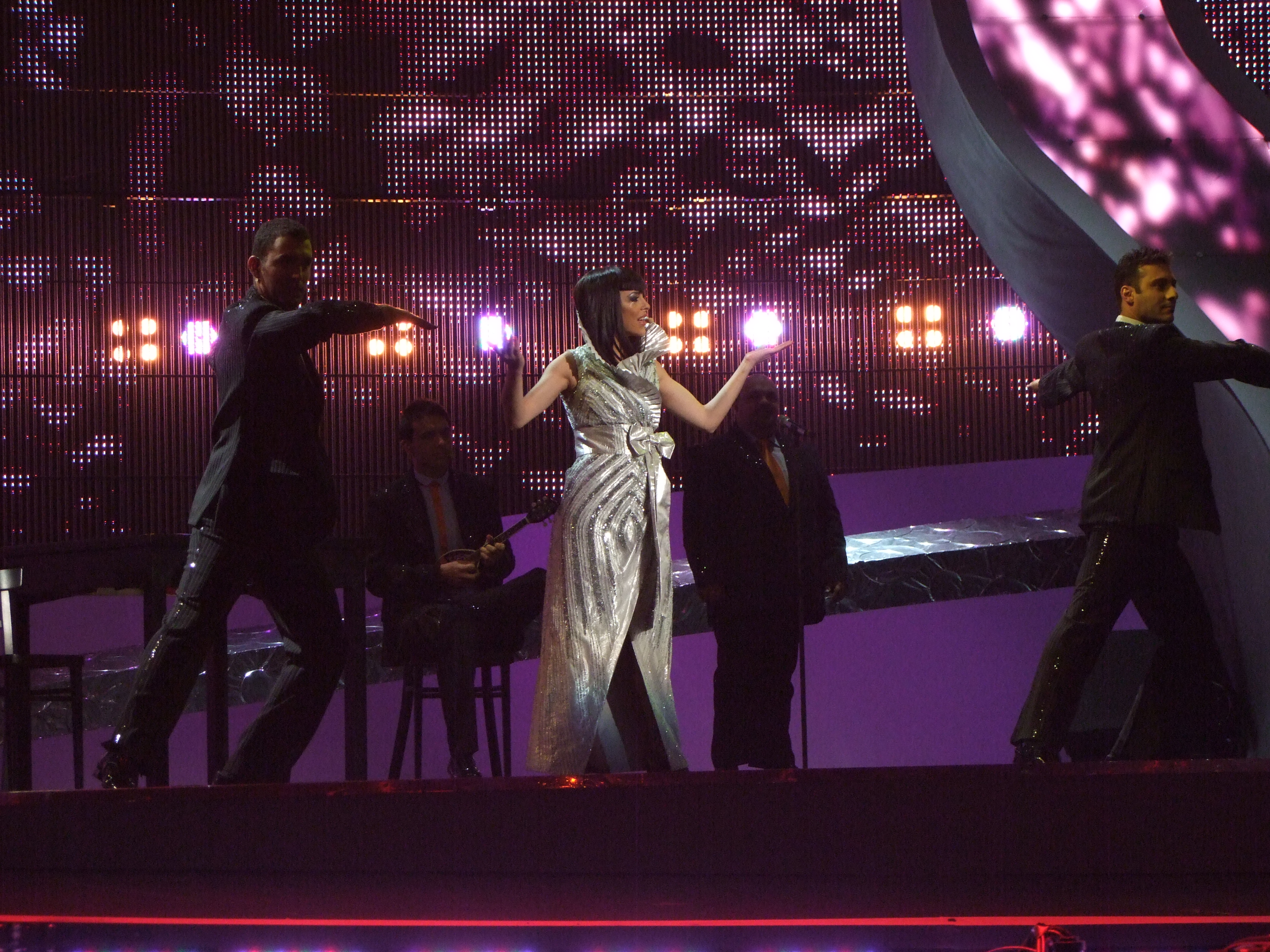
Evdokia Kadi Belgrádban (2008)
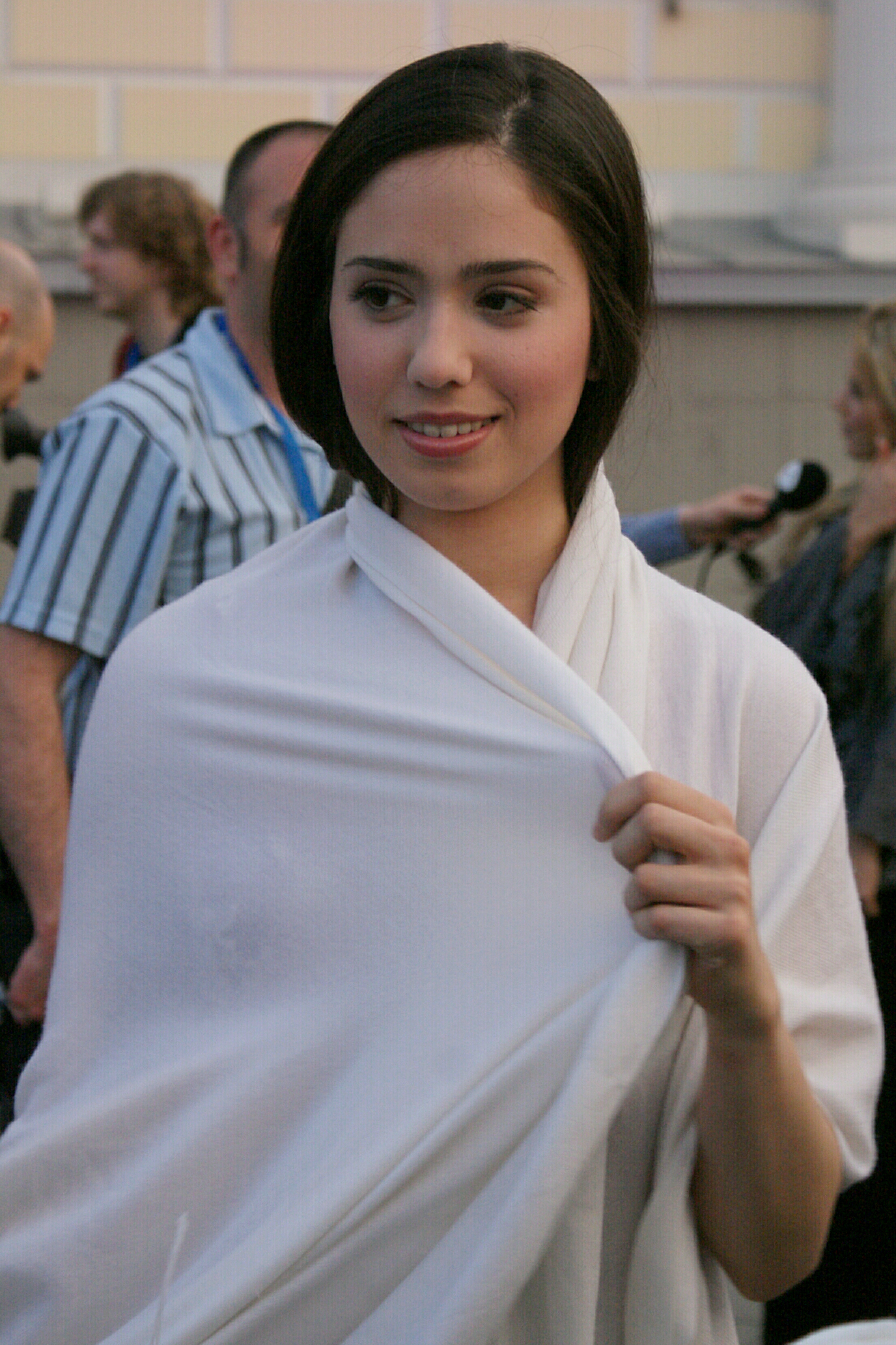
Christina Metaxa Moszkvában (2009)
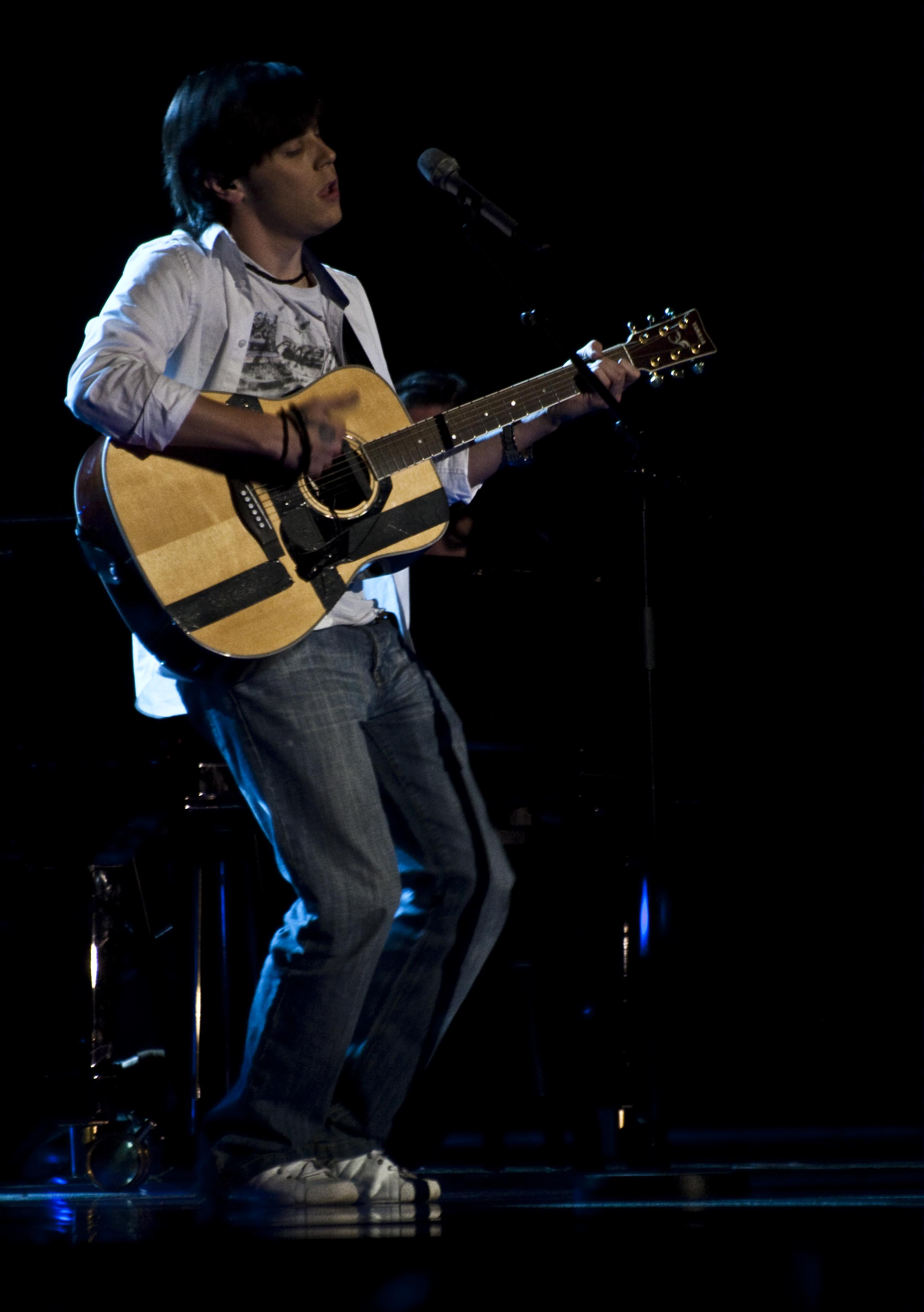
Jon Lilygreen & The Islanders Osloban (2010)
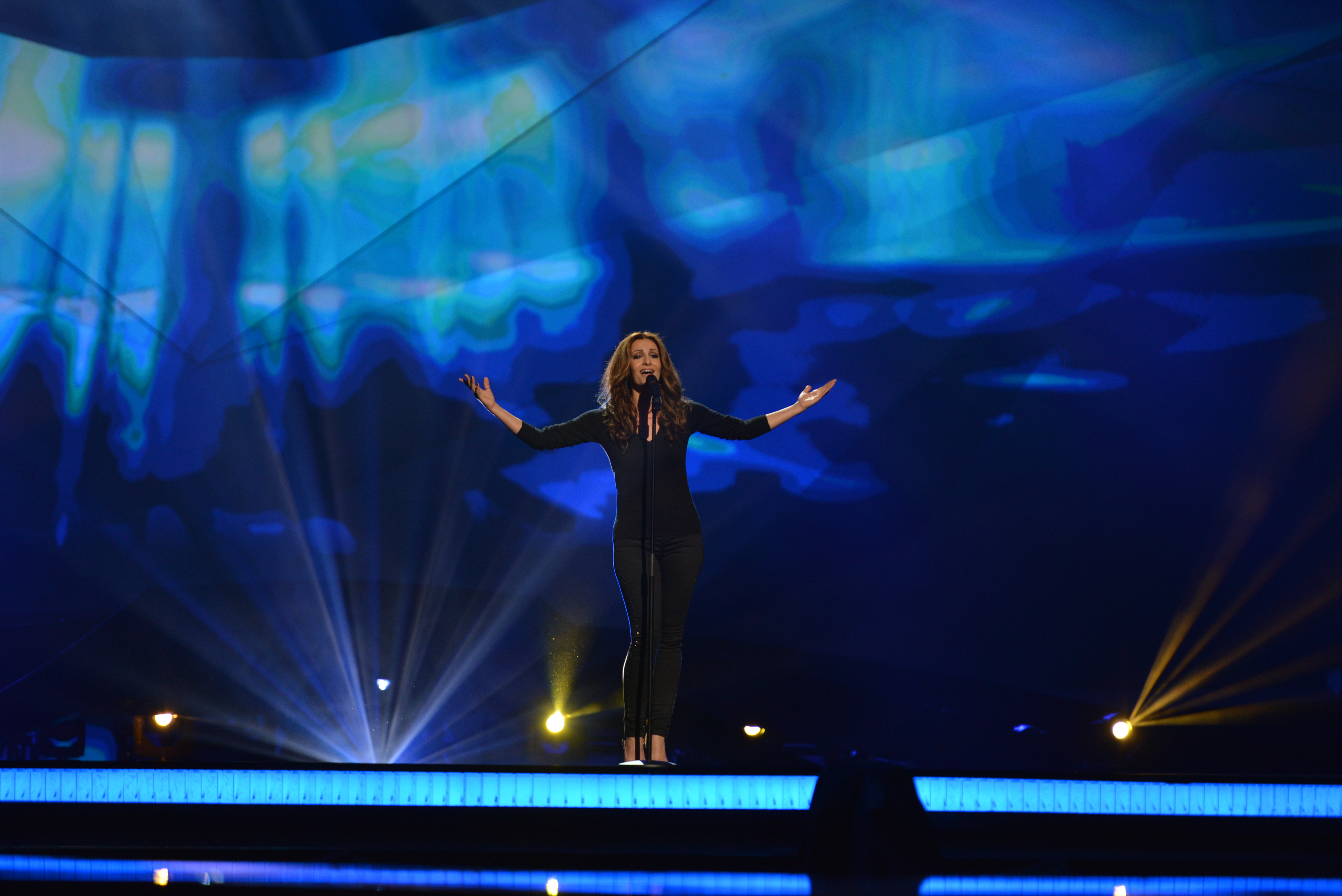
Despina Olympiou Malmőben (2013)
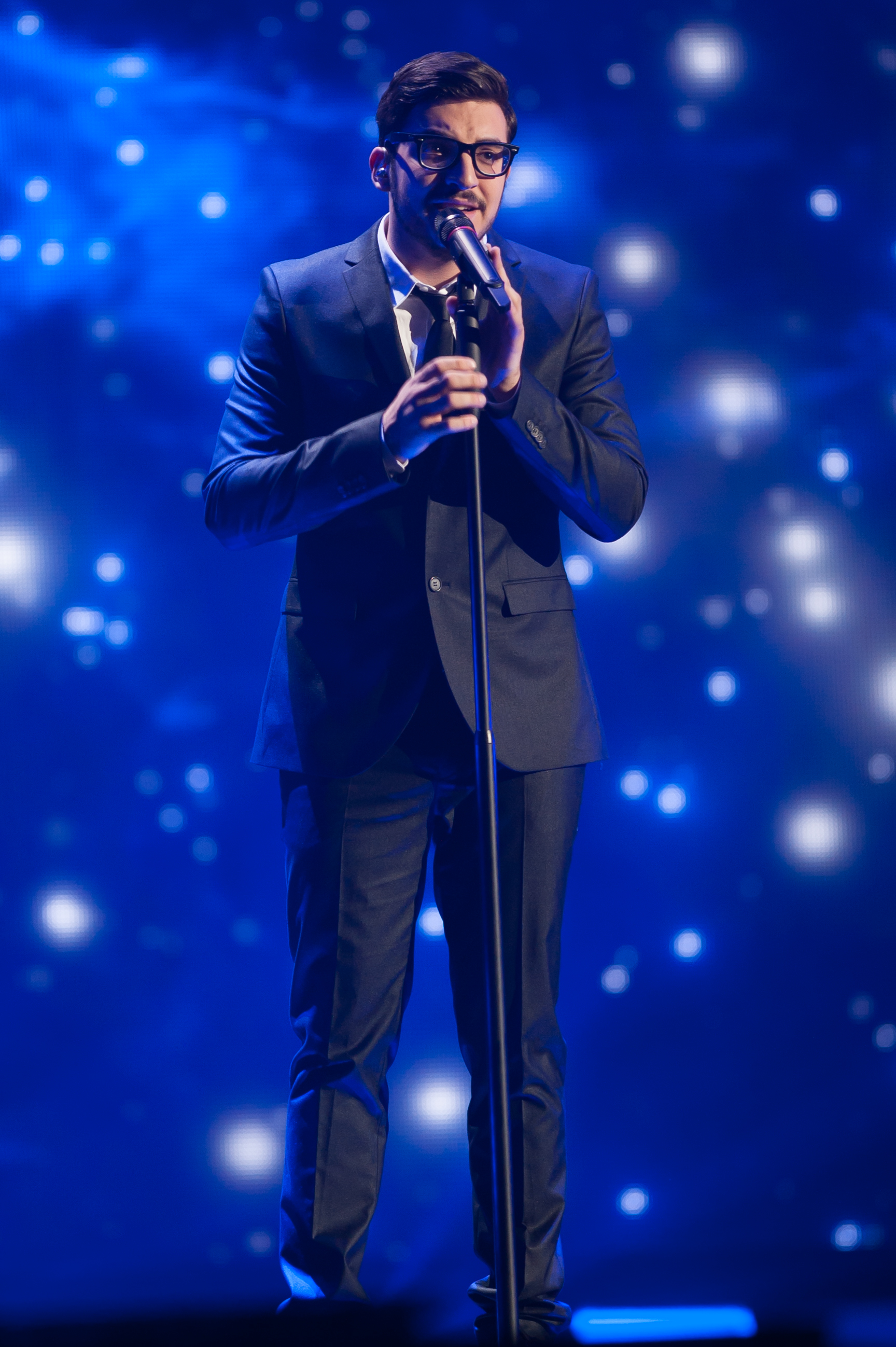
John Karayiannis Bécsben (2015)
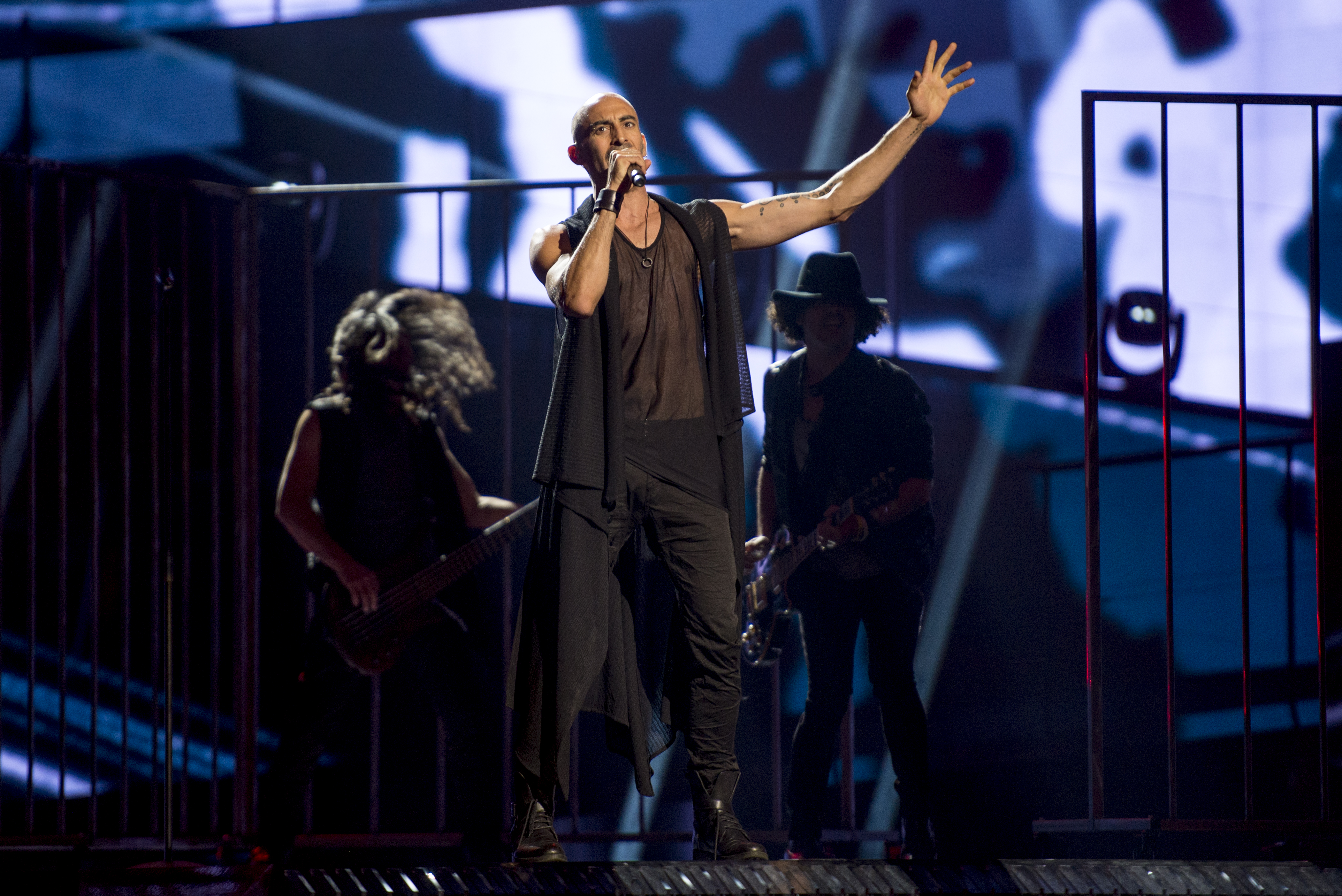
A Minus One Stockholmban (2016)
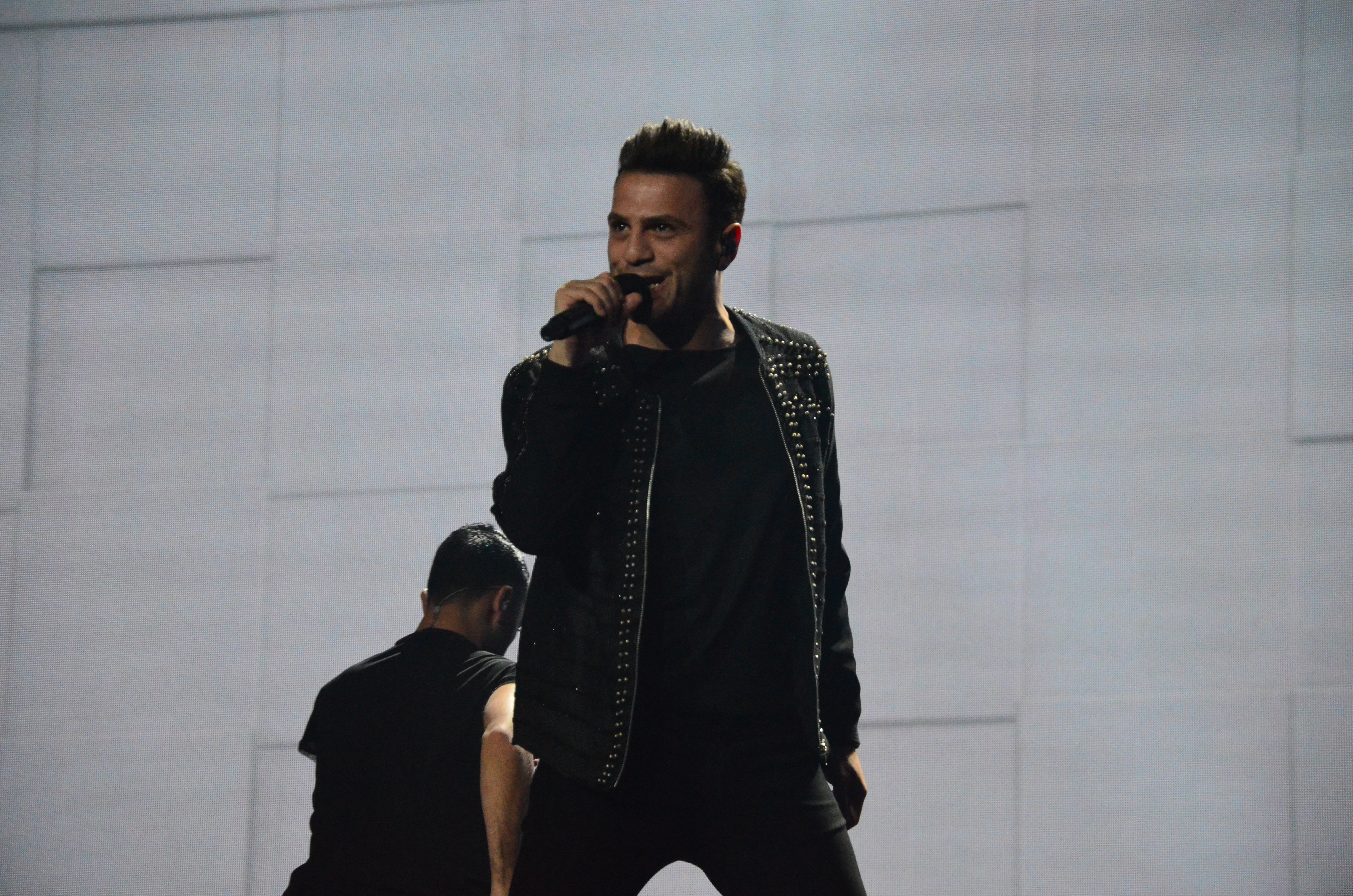
Hovig Kijevben (2017)
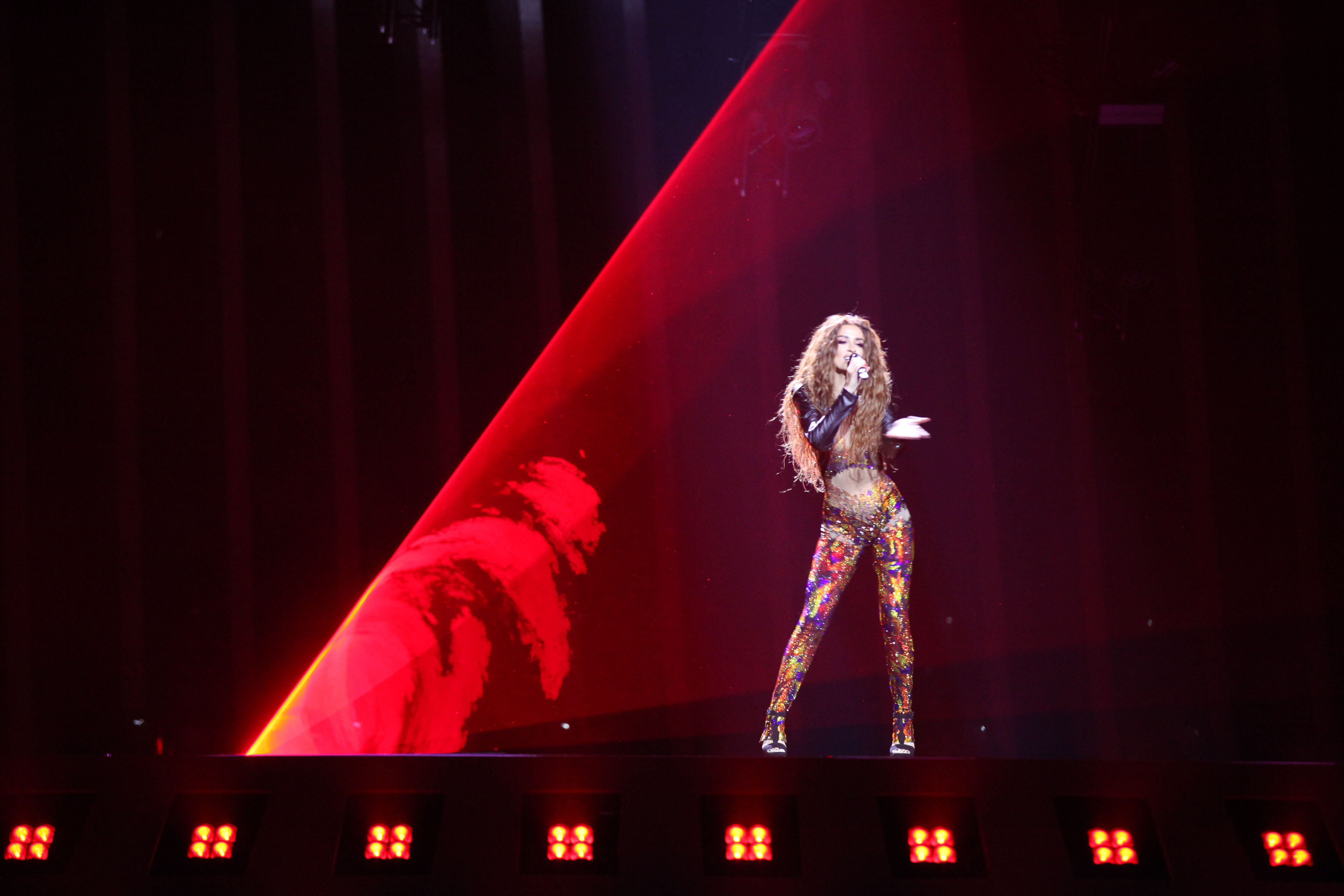
Eleni Foureira Lisszabonban (2018)
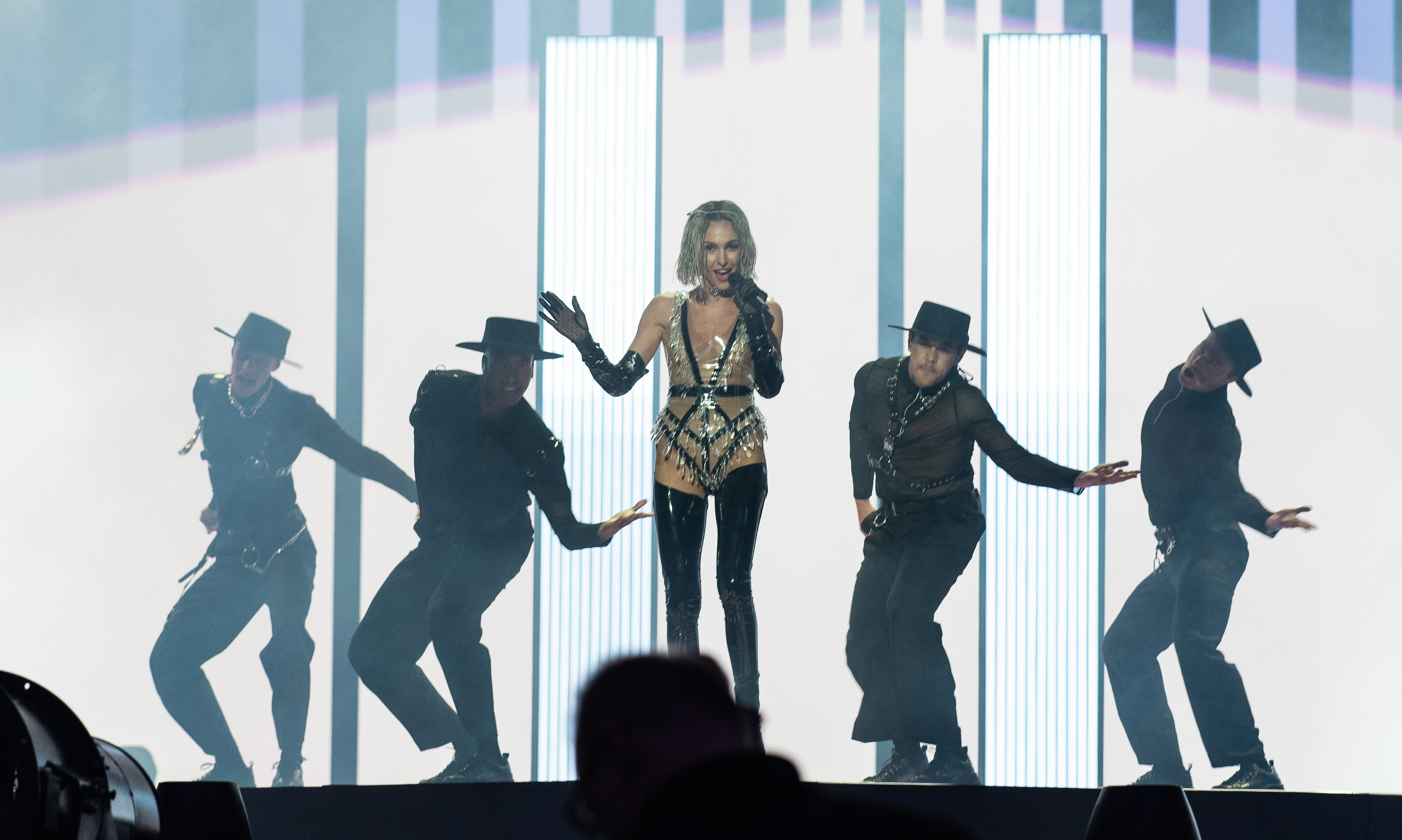
Tamta Tel-Avivban (2019)
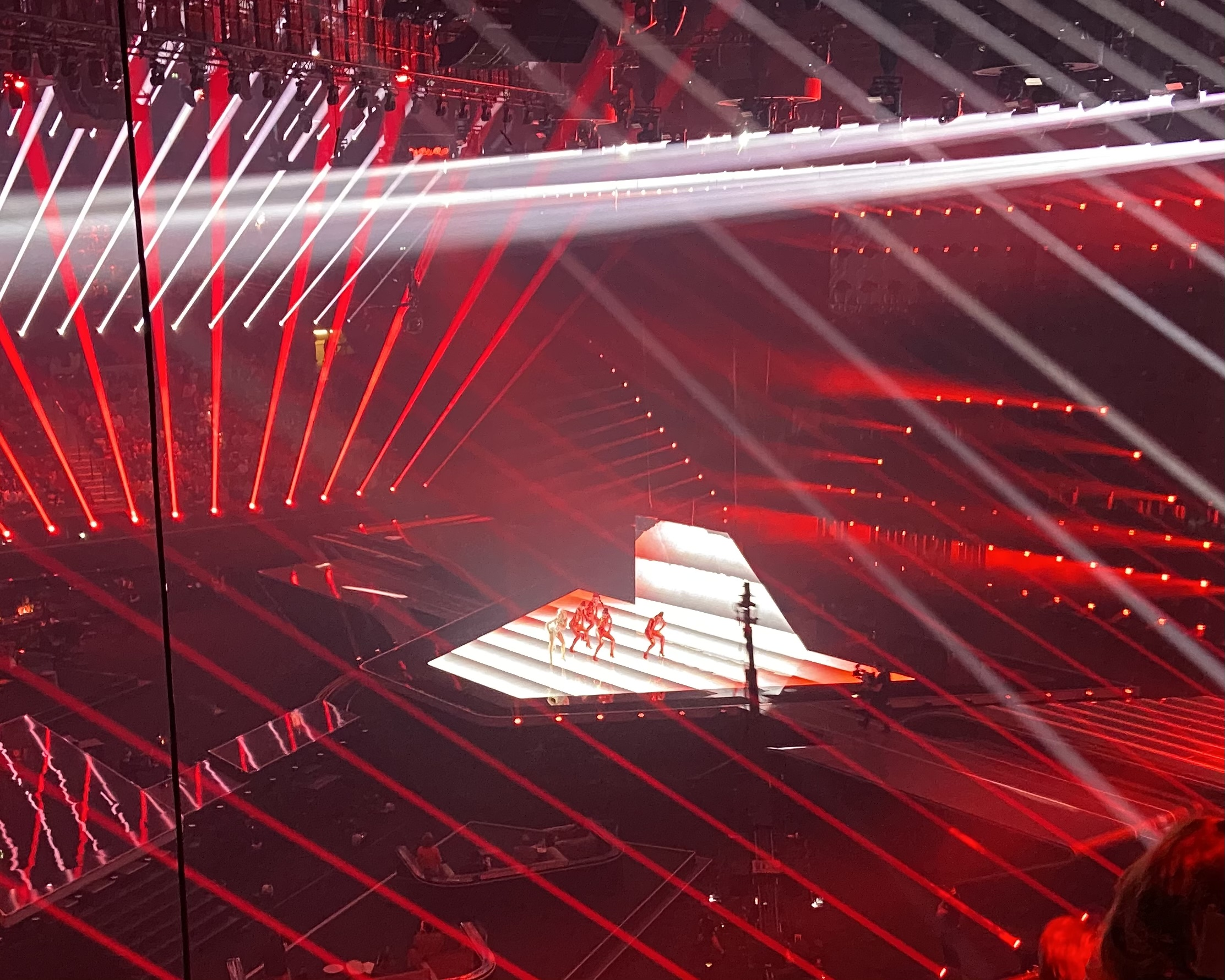
Elena Tsagrinou Rotterdamban (2021)
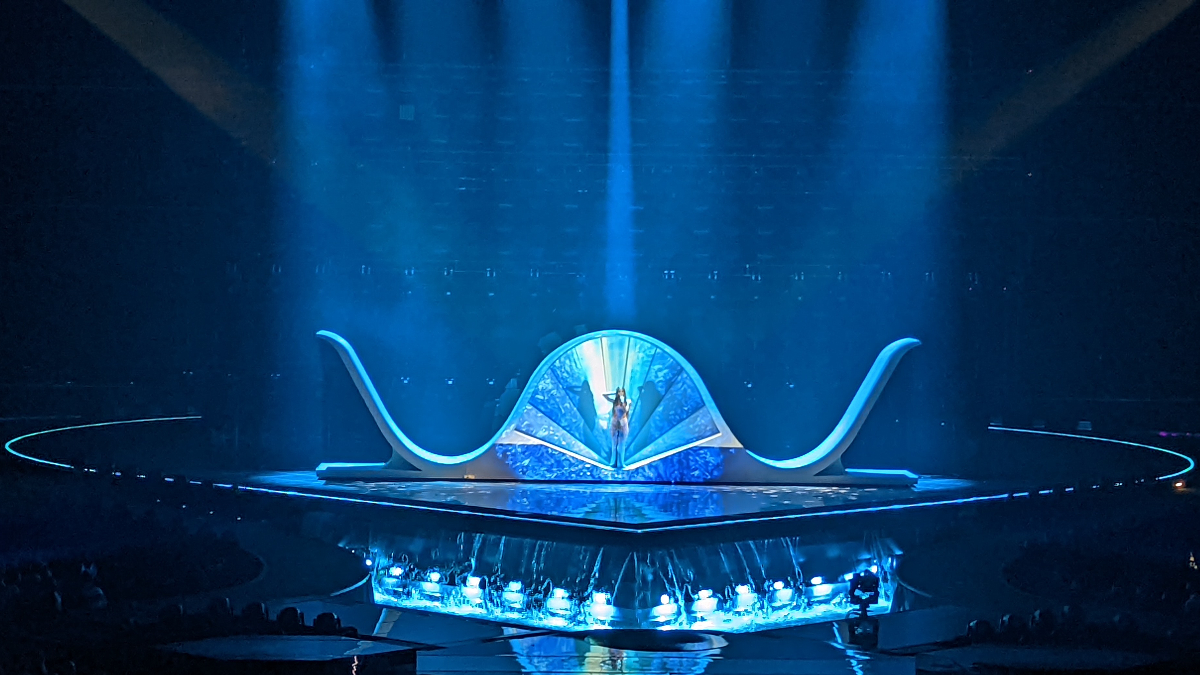
Andromache Torinóban (2022)
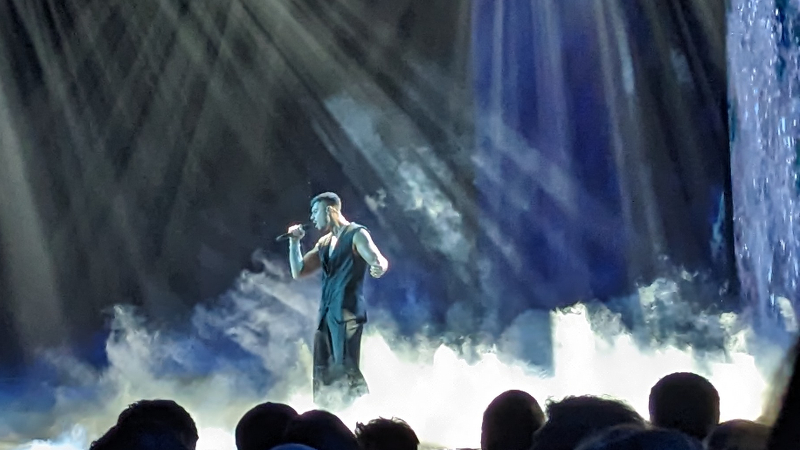
Andrew Lambrou Liverpoolban (2023)
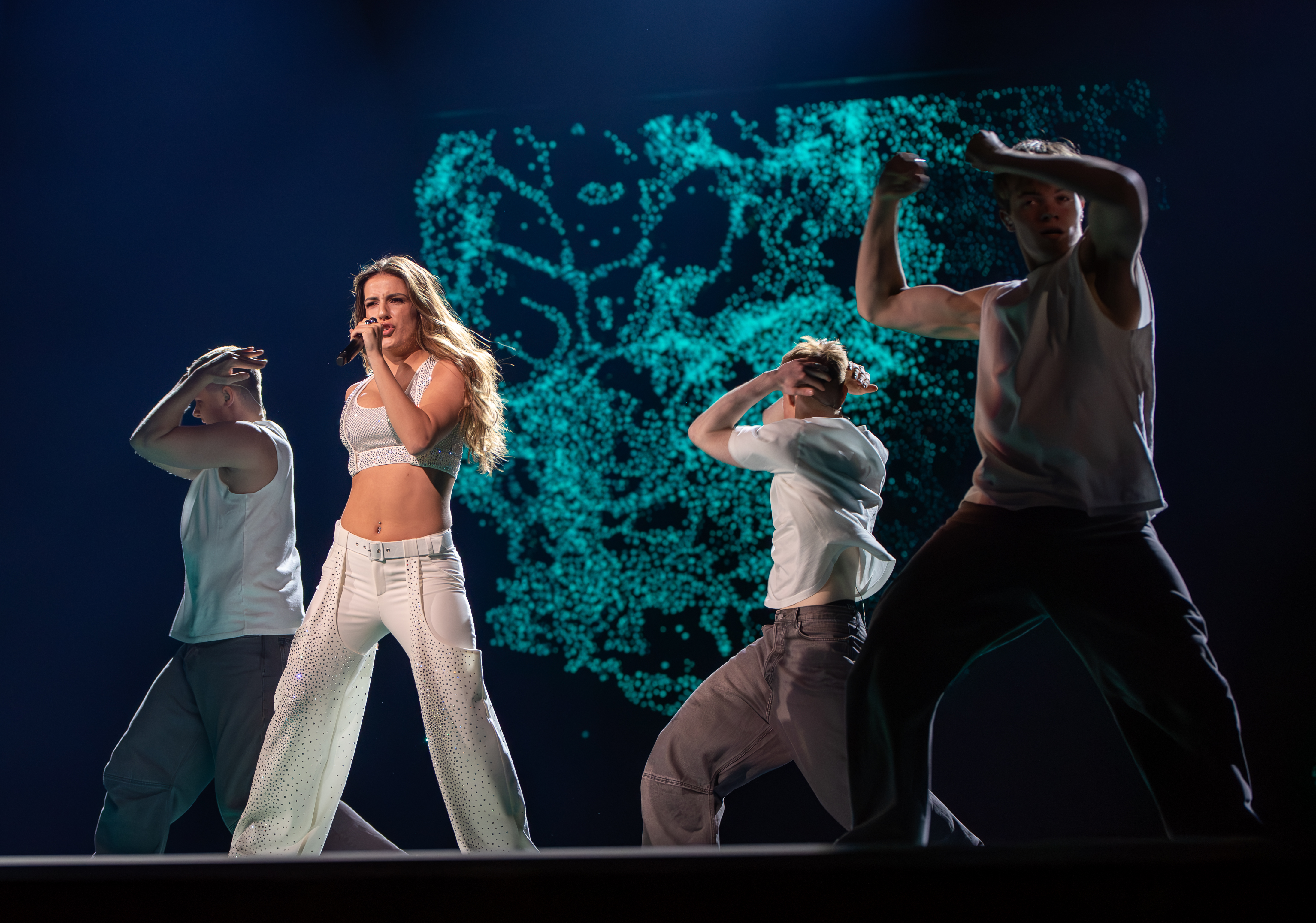
Silia Kapsis Malmőben (2024)
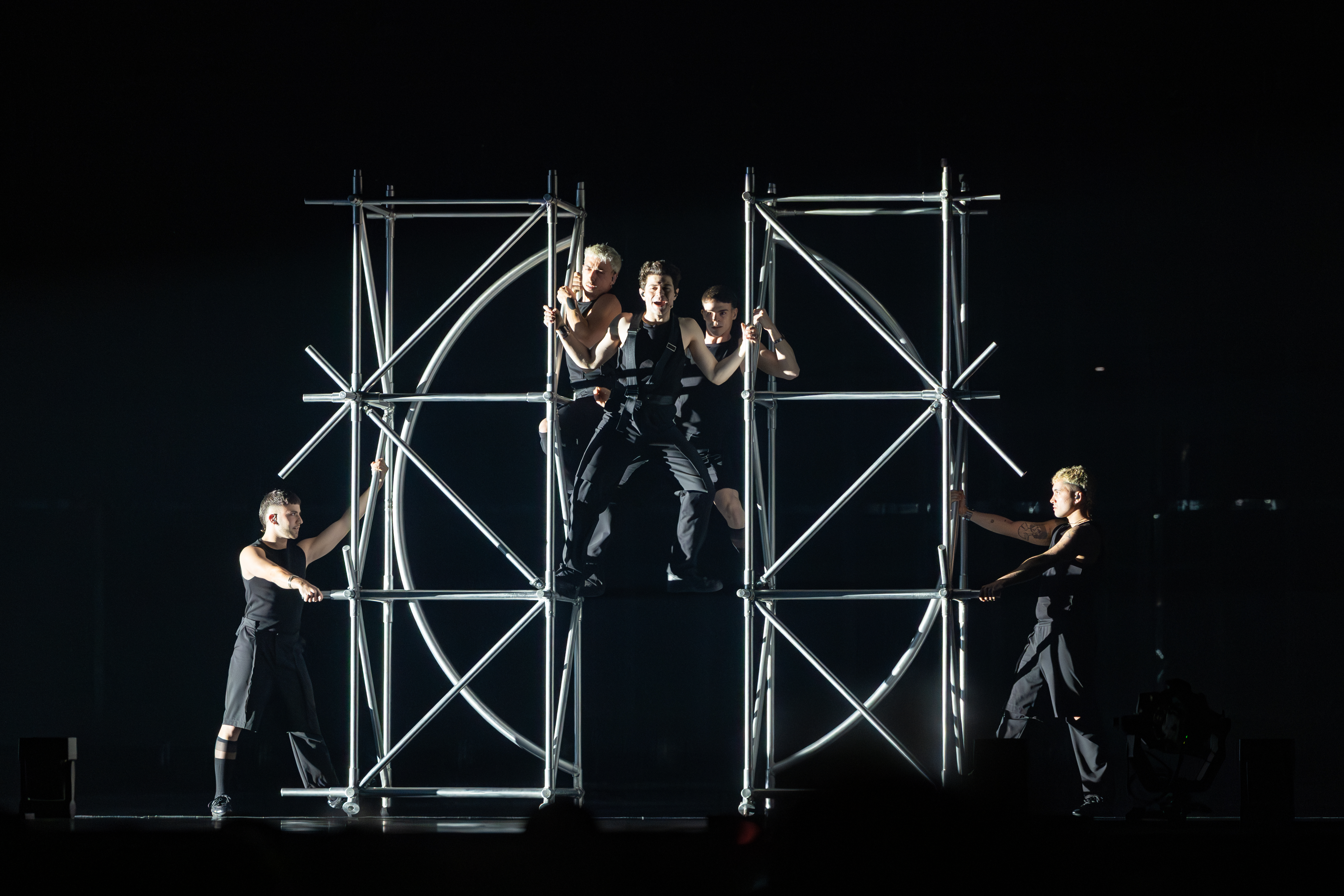
Theo Evan Bázelben (2025)

## Lásd még
- Ciprus a Junior Eurovíziós Dalfesztiválokon